# Fédération française aéronautique
Pour les articles homonymes, voir FFA et FNA.
La Fédération française aéronautique (FFA), anciennement Fédération nationale aéronautique (FNA) fondée en 1929 et reconnue d'utilité publique en 1933, est une association qui regroupe, en France, la grande majorité des aéro-clubs.
Elle s'est donné pour mission de :
- Conseiller et défendre les aéro-clubs
- Préserver le nombre et la qualité des aérodromes français
- Développer et faciliter la connaissance et le rayonnement de l'aéronautique
- Faciliter la formation des pilotes au sein des aéro-clubs
- Aider les plus jeunes et les sensibiliser aux activités aéronautiques
- Contribuer en tant qu'interlocuteur de la Direction Générale de l'Aviation Civile (DGAC) à la mise en œuvre de la réglementation et à la défense des intérêts des pilotes privés
- Organiser les activités et épreuves sportives aéronautiques en France et à l'étranger (attribution des titres régionaux ou nationaux, sélection des représentants français en vue des compétitions ou manifestations internationales)

En 2022, la FFA regroupe environ 600 aéro-clubs sur 450 aérodromes, environ 42 000 pilotes, 2 200 instructeurs et 2500 avions. Le nombre de licenciés est stable depuis 2012, aux alentours de 42 000 licenciés.

## Fab Lab de la FFA

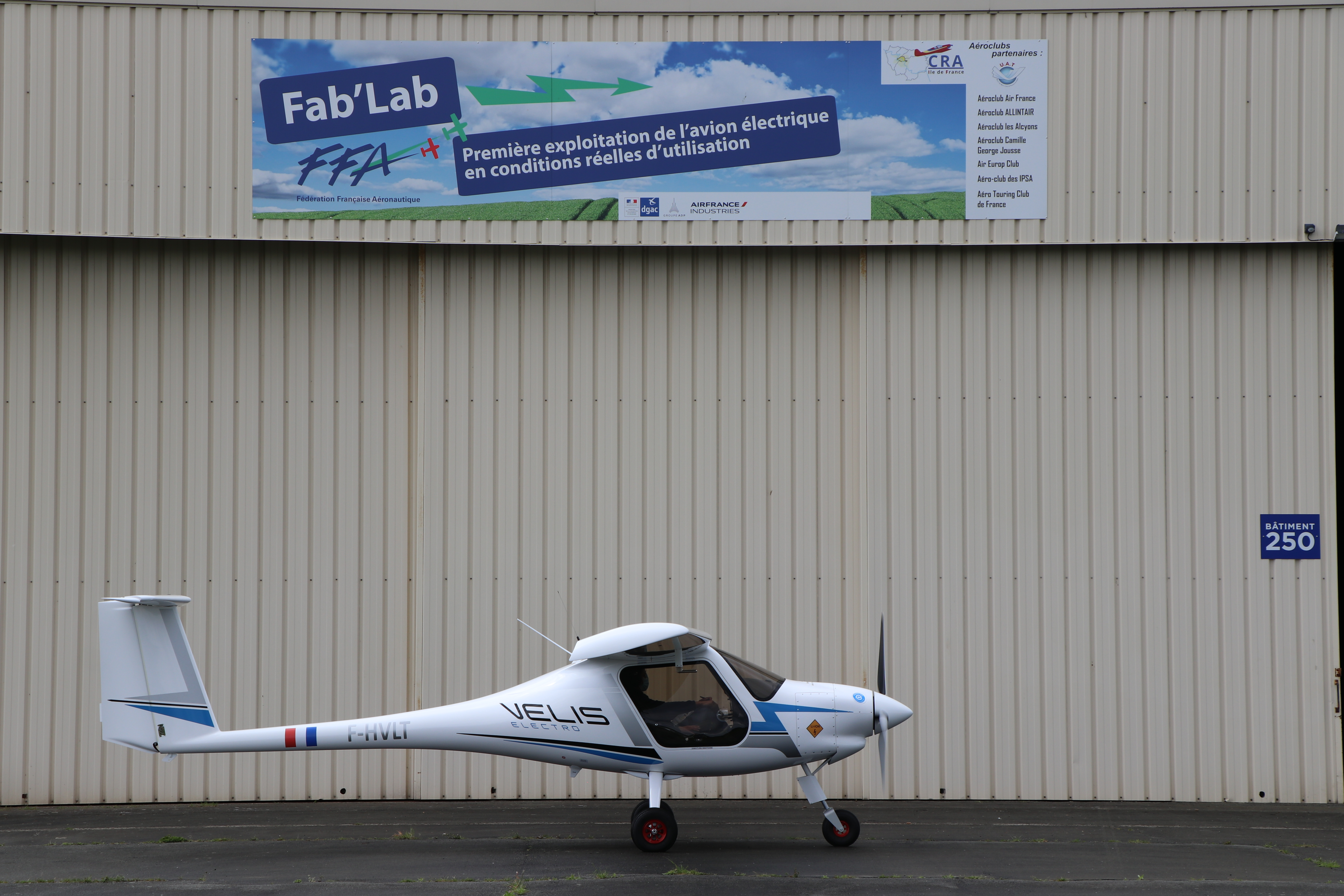
Velis Electro devant le FabLab de la FFA

À la suite des travaux initiés en 2013 lors du séminaire sur l’Aéroclub du Futur, Jean-Luc Charron lance l’idée d’un « Fablab » dont l’objectif serait de permettre aux industriels d’étudier en conditions réelles d’exploitation, des concepts et matériels nouveaux. Le  premier sujet d’étude pour le FabLab sera l’aviation électrique, avec le soutien de la DGAC. La FFA va progressivement mettre à la disposition des aéroclubs une petite flotte d’avions électriques. Ainsi le premier avion électrique Alpha-Electro F-WLAB a fait son premier vol officiel lors du Salon du Bourget 2019 avec le soutien de la Direction générale de l’aviation civile. Quelques mois plus tard, le 10 juin 2020, le Pipistrel Velis Electro (successeur de l’Alpha Electro) est le premier avion entièrement électrique au monde à recevoir la certification de type de l’EASA,,. À ce jour, six  exemplaires du Velis Electro ont rejoint le FabLab de la FFA pour faire des présentations dans les clubs,

## Tour Aérien des Jeunes Pilotes
Le Tour Aérien des Jeunes Pilotes, créé en 1953 par la Fédération française aéronautique, s’adresse aux jeunes pilotes de 18 à 24 ans et leur permet de se retrouver, d'échanger et d'approfondir leurs connaissances. Durant 15 jours, 6 à 7 étapes nationales et environ 30 heures de vol, les participants sont en totale immersion dans le monde de l’aéronautique civile et militaire. Initialement organisé chaque année, le Tour aérien des jeunes pilotes a lieu désormais une fois tous les deux ans,,.

## Championnats du Monde de voltige aérienne

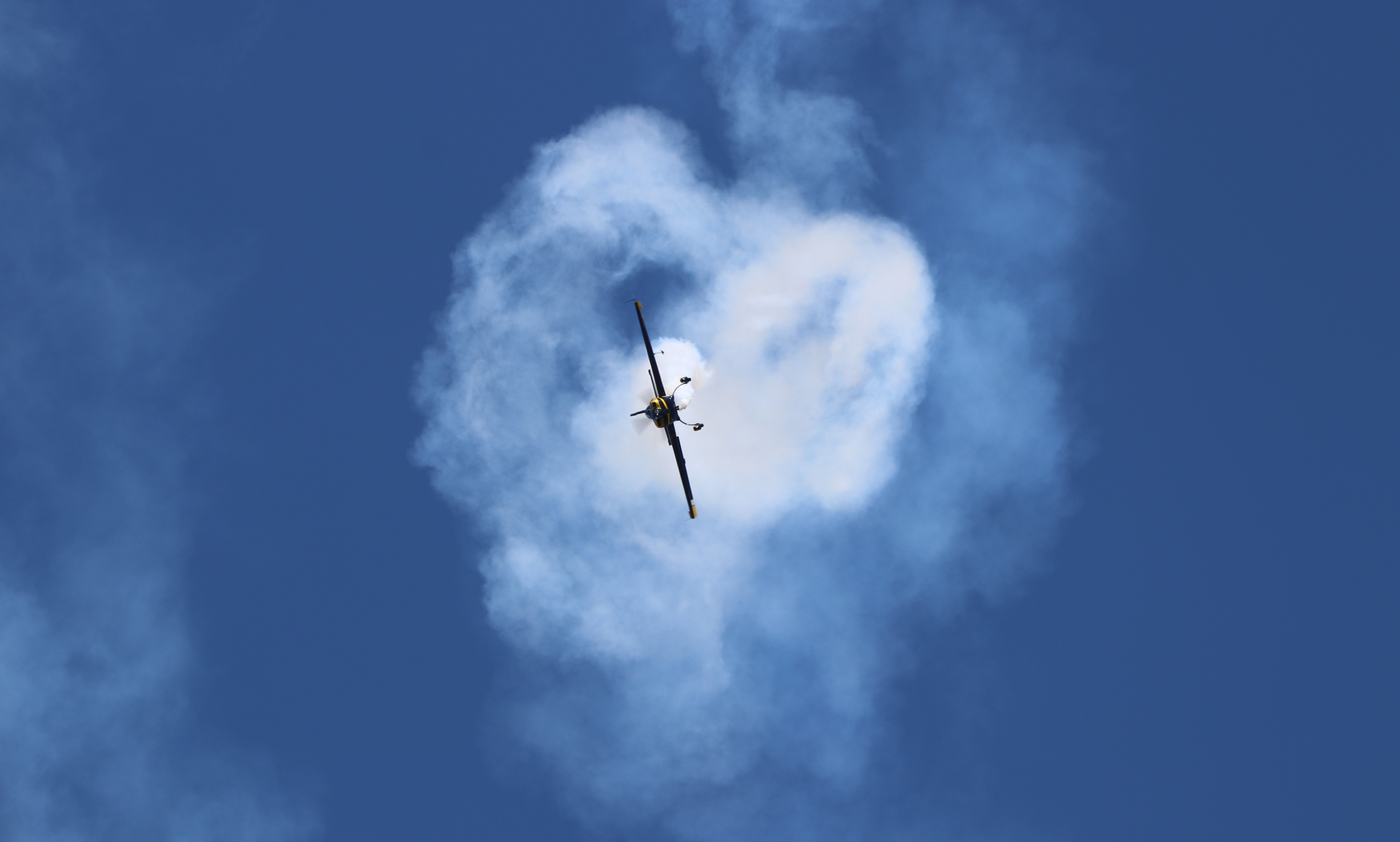
Voltige aérienne

En 2015 et après deux ans de préparation, le championnat du Monde de voltige aérienne à Châteauroux attire plus de 100 000 visiteurs,, grâce à une nouvelle approche de la partie évènementielle pour rendre l'événement populaire. Quatre ans plus tard, les 30èmes Championnats du Monde de voltige aérienne ont été à nouveau organisés par la Fédération française aéronautique en 2019 avec plus de 160 000 spectateurs,. L'Équipe de France de Voltige aérienne Unlimited y a remporté la médaille d'or pour la quatrième fois consécutive,.

## Vol à partage de frais élargi
Le « vol à frais partagé élargi », que l’on pourrait comparer à un co-avionnage, est désormais possible dans un cadre règlementaire légal pour les aéroclubs de la Fédération Française Aéronautique depuis 2017, avec une nouvelle licence ad‘hoc et à une convention passée par la FFA avec la DGAC et les annonceurs sur Internet,,.